# 1696

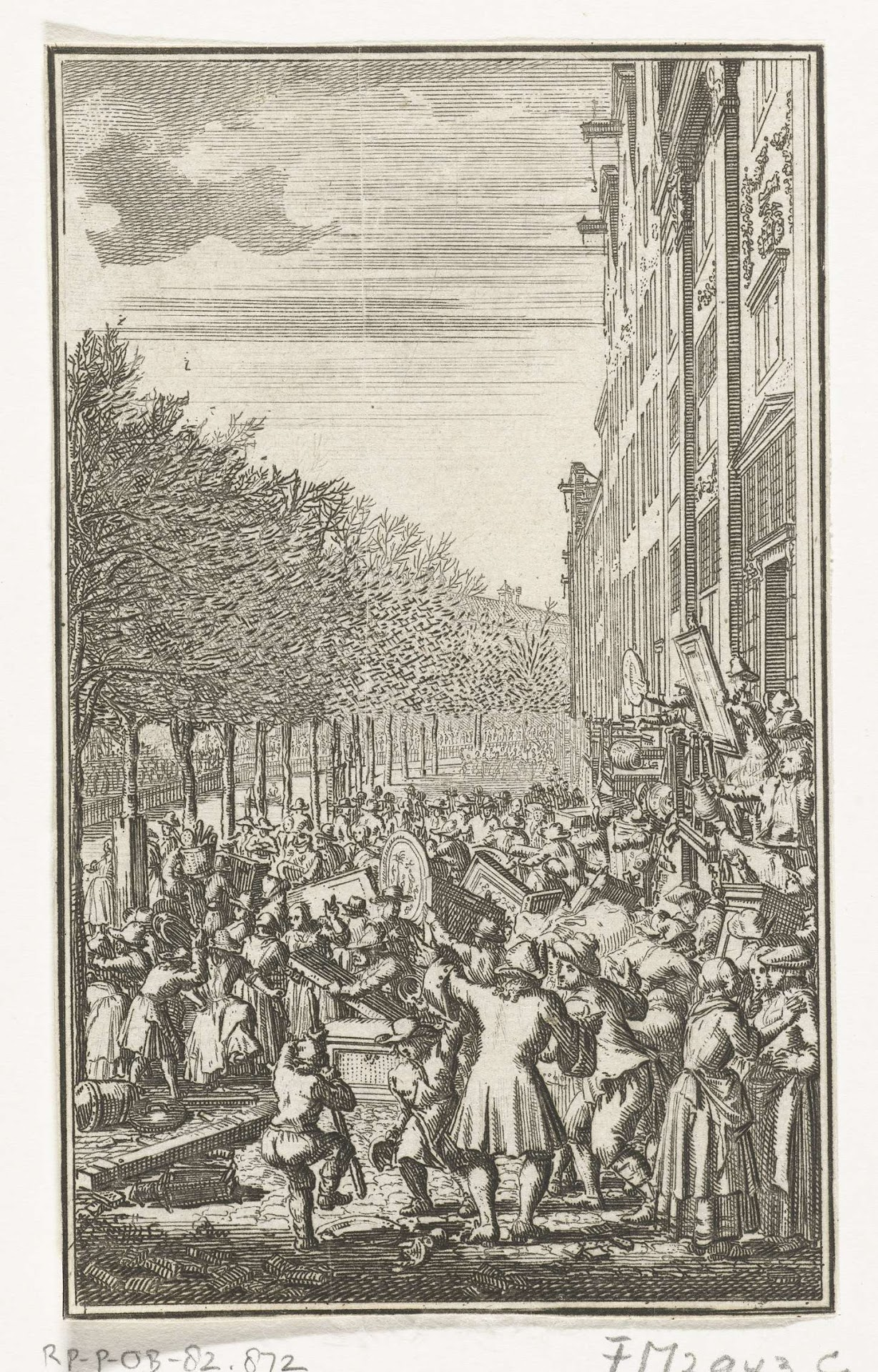
Aansprekersoproer

Het jaar 1696 is het 96e jaar in de 17e eeuw volgens de christelijke jaartelling.

## Gebeurtenissen
januari

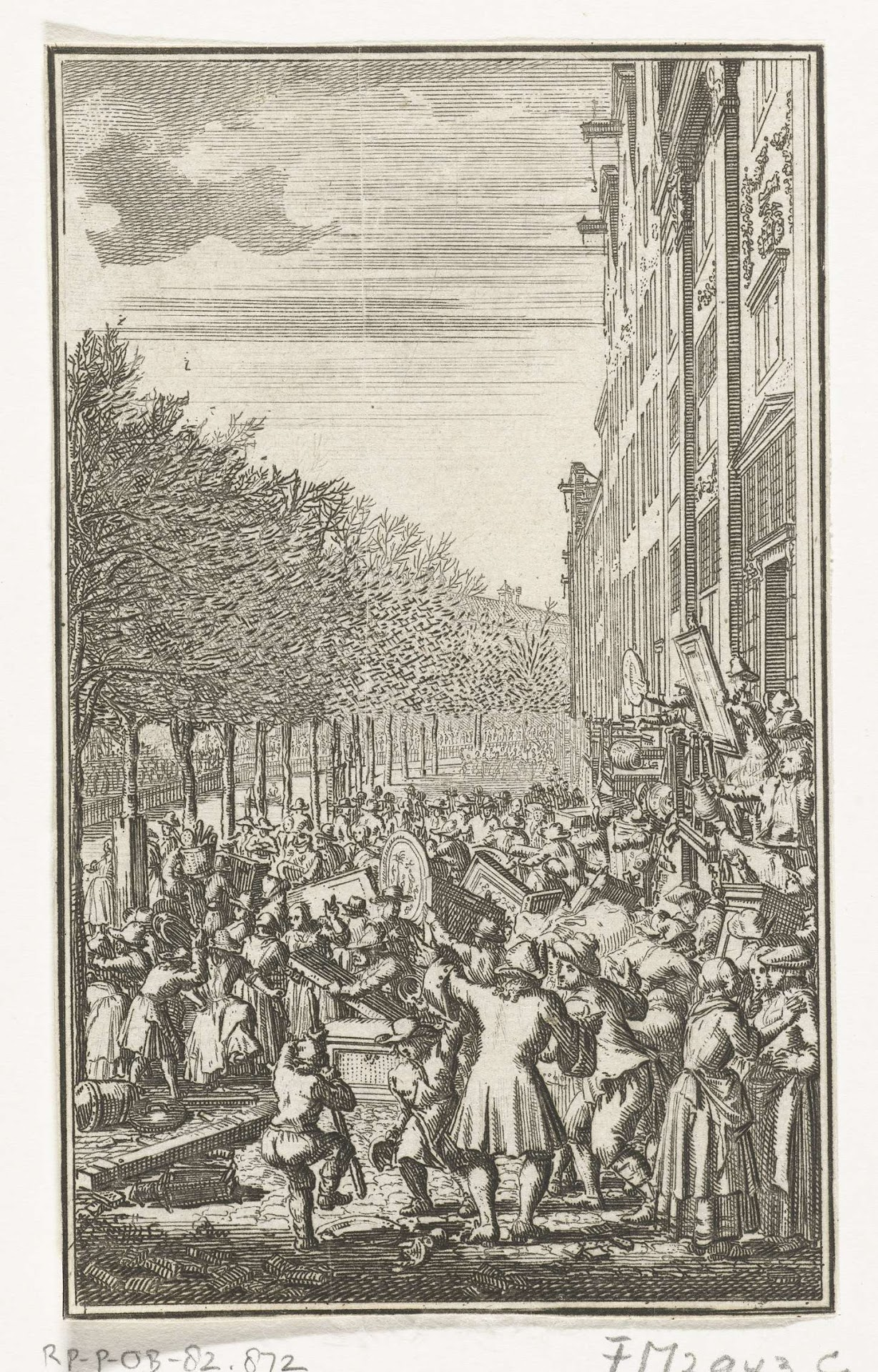
Plundering van een Amsterdamse burgemeesterswoning 1696

- 31 januari en 1 februari - het Aansprekersoproer in Amsterdam.

maart
- 25 - De stadhouder van Friesland, Groningen en Drente, Hendrik Casimir II, sterft. Zijn gemalin prinses Henriëtte Amalia van Anhalt-Dessau wordt regent voor de minderjarige opvolger Johan Willem Friso.
- 26 - Een brand verwoest een groot deel van Blaricum, waaronder ook de school en de kerk.

december
- 29 - Willem de Vlamingh ontdekt in 1696 als eerste Europeaan de zwarte zwanen aan de Swan River bij het hedendaagse Perth.

zonder datum
- Onder leiding van de edelman Covoh drijven de Itzá - Maya de Spanjaarden van Avendaño uit Tayasal.
- De heerlijkheid Bredevoort wordt door de Staten van Gelre cadeau gedaan aan koning-stadhouder Willem III. Zo komt de heerlijkheid geheel in bezit van de Nassaus.

## Muziek
- Heinrich Ignaz Franz Biber componeert Harmonia-Artificiosa-Ariosa
- De Franse componist Marin Marais schrijft de opera Ariane et Bacchus

## Beeldende kunst

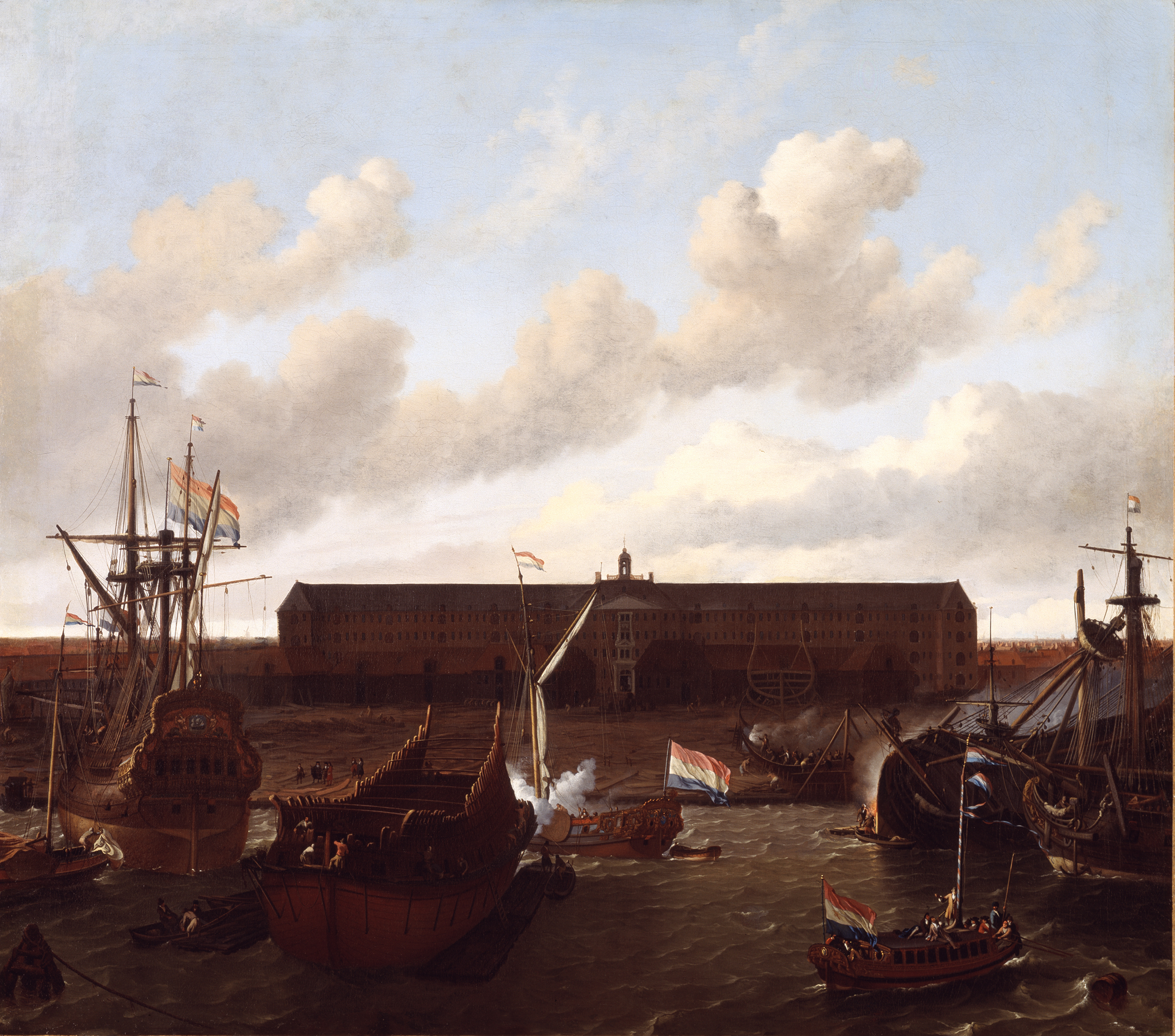
De werf van de Verenigde Oost-Indische Compagnie (1696) Ludolf Bakhuizen, Amsterdams Historisch Museum

## Bouwkunst

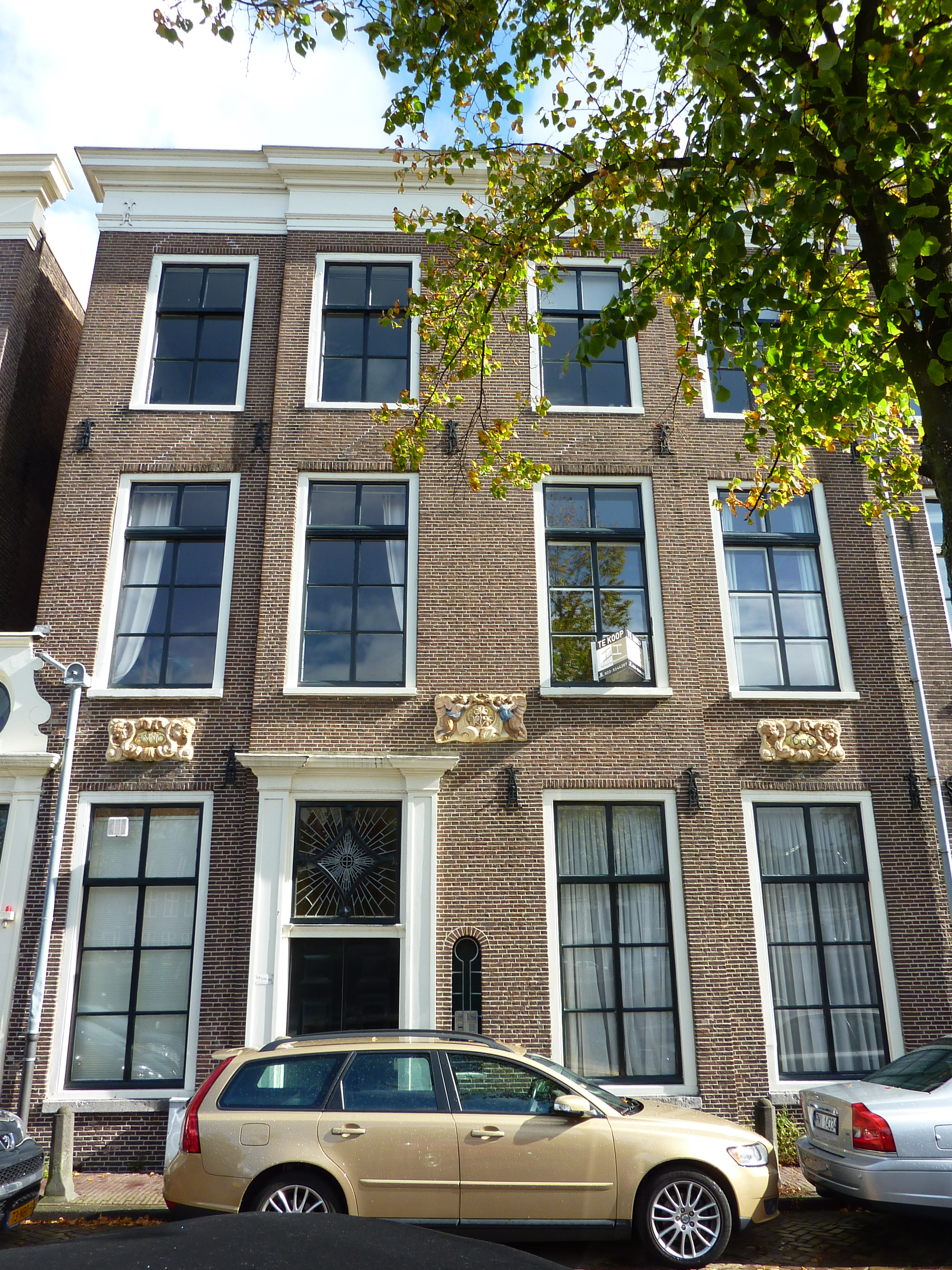
Woonhuis, Haarlem (1696)

## Geboren
- 10 februari - Johann Melchior Molter, Duits componist en dirigent (overleden 1765)
- 29 februari - Esprit-Joseph Blanchard, Frans componist (overleden 1770)
- 12 augustus - Maurice Greene, Engelse componist en organist (overleden 1755)
- 8 oktober - Cornelis Troost, Nederlands kunstschilder en prentkunstenaar (overlijden 1750)

## Overleden
maart
- 25 - Hendrik Casimir II van Nassau-Dietz (39), stadhouder van Friesland en Groningen

mei
- 24 - Albertine Agnes van Nassau (62), echtgenote van Willem Frederik van Nassau-Dietz

december
- 21 - Louise Moillon (ca. 87), Frans kunstschilder